# Diezerstraat (Zwolle)

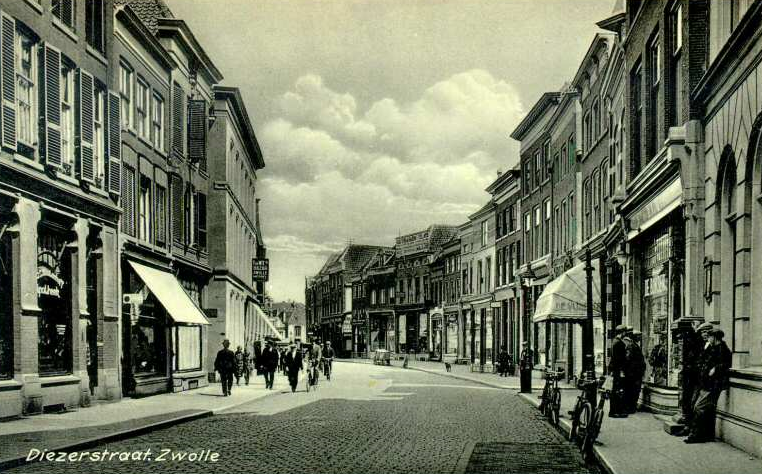
Diezerstraat omstreeks 1933 met links de Jugendstil-pui van Het Witte Kruis

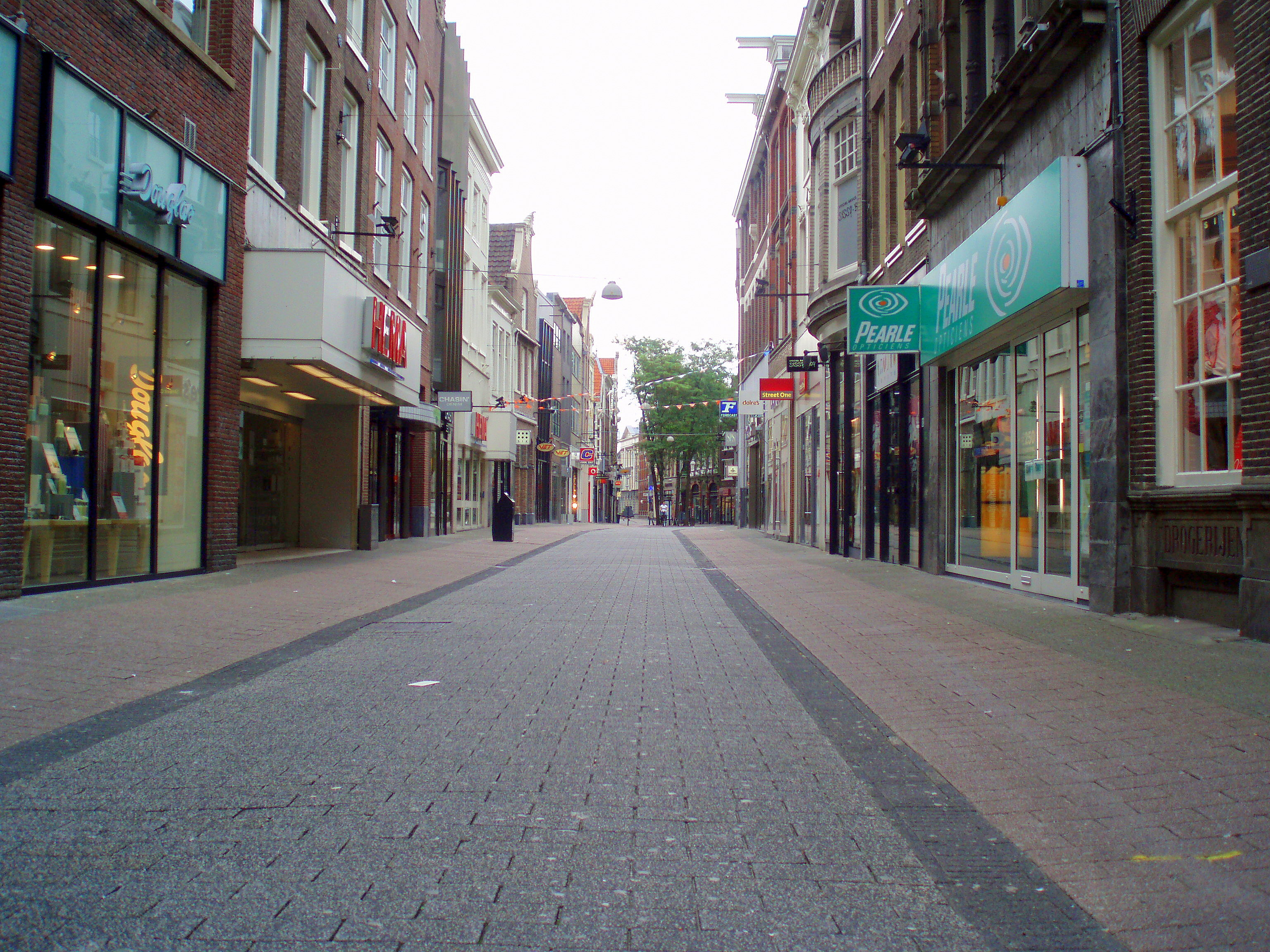
Diezerstraat in juli 2007

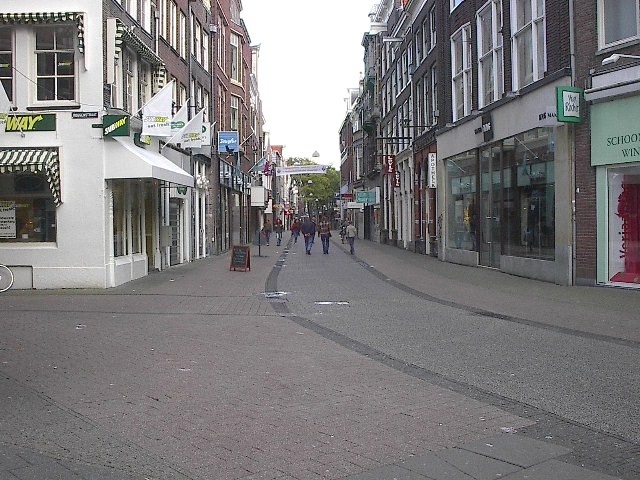
De Diezerstraat vanaf de Grote Markt

De Diezerstraat, ook wel de Diezerpromenade, (Zwols: Diesstraote (met een lange ie, verouderd)) is een straat in het centrum van Zwolle. Het is de belangrijkste winkelstraat van Zwolle.

## Geografie
De straat verbindt de Grote Markt met de voormalige stadsmuur waar zich tot 1829 de Diezerpoort bevond. Hiervan zijn heden ten dage nog restanten te zien.

## Geschiedenis
De straat is gebouwd op een dekzandrug. Er zijn sporen uit de Karolingische periode gevonden bij bouwwerkzaamheden tijdens de bouw van het nieuwe gedeelte van de openbare bibliotheek.
In 1580, tijdens de Tachtigjarige Oorlog zou naar verluidt in de Diezerstraat een gevecht plaatsgevonden hebben tussen calvinisten onder leiding van Lubert Ulger en Spaanse troepen en katholieken. De overwinning van de eersten betekende dat Zwolle niet meeging met het Verraad van Rennenberg, en zich zodoende aansloot bij de Unie van Utrecht.
Tijdens Maurits' Tien Jaren werd Zwolle omgebouwd tot een vestingstad; dit betekende dat de Diezerpoort werd versterkt, het Noordereiland aangelegd met daarbij een nieuwe Diezerbuitenpoort, wat de toegang tot de Diezerstraat voor vijanden aanzienlijk bemoeilijkte.
In het jaar 1892 werd begonnen met de verlenging van de Zwolse paardentram van de Grote Markt door de Diezerstraat via de Brink tot aan het Sofia Ziekenhuis in de Rhijnvis Feithlaan. Deze werd voltooid op 23 december 1893.
Tot 1919 bleef de paardentram in bedrijf, maar na de afschaffing werd het tramspoor uit de Diezerstraat verwijderd.

## Bouwwerken van historische waarde
In de straat bevinden zich tegenwoordig nog vele panden die van historische waarde zijn:
- De Witte Leeuw
- Het Witte Kruis